# 打棋摞
打棋摞，是中國東北的傳統牌類遊戲，用中國象棋棋子作牌具。在兩廣、山西也有很類似的遊戲，分別稱為車輪棋戰、搬棋鉈。

## 历史
太平天国期间，清军禁止赌纸牌，于是军营盛行以象棋作牌具的赌戏，称为车轮棋战。类似利用象棋棋子的赌戏基本从此演化而来。

## 牌具
- 三十二枚中國象棋棋子。

## 牌規
- 三到五人遊戲。三、或五人遊戲時，去掉一枚兵、卒。
- 棋子混洗，棋面朝下分為N疊，N等於所有棋子除以遊戲人數。每人輪流拿一疊，直到分完。
- 配棋後，莊家決定出一到五的數字，然後眾人一起亮出同數量的棋。最大者獲得該回所有棋子，當下回合莊家。两位玩家出相同时，庄家大；若都是闲家，上家大；若無可大過上家牌，墊同數量牌。
  - 五枚：五枚兵＞五枚卒
  - 四枚：四枚兵＞四枚卒
  - 三枚：帥仕相＞將士象＞俥傌炮＞車馬包＞三枚兵＞三枚卒
  - 兩枚：雙仕＞雙士＞雙相＞雙象＞雙俥＞雙車＞雙傌＞雙馬＞雙炮＞雙包＞雙兵＞雙卒
  - 一枚：帥＞將＞仕＞士＞相＞象＞俥＞車＞傌＞馬＞炮＞包＞兵＞卒
- 所有棋出完，以獲得棋子多者勝。